# Montbrió del Camp
Montbrió del Camp (em catalão e oficialmente) ou Montbrió de Tarragona (em castelhano) é um município da Espanha, na comarca do Baix Camp, província de Tarragona, comunidade autónoma da Catalunha. Tem 10,07 km² de área e em 2021 tinha 2 985 habitantes (densidade: 296,4 hab./km²). Limita com os municípios de Cambrils, Mont-roig del Camp, Botarell, Riudoms, Vinyols i els Arcs e Riudecanyes.